# Burg Dunningen
Die Burg Dunningen, auch Das Ziegelhaus genannt, ist eine abgegangene Niederungsburg in der Nähe der heutigen Kirche in Dunningen im Landkreis Rottweil in Baden-Württemberg.
Die vermutlich im 11. Jahrhundert erbaute Burg ist auf der Rottweiler Pürschgerichtskarte von David Rötlin noch abgebildet. Von der ehemaligen Burganlage sind noch Grundmauerreste erhalten.